# Het Palenhuis
Het Palenhuis, of wel Ode aan de heipaal, is een artistiek kunstwerk in Amsterdam-Oost. Het werd in september 2021 onthuld in het noordwestvlak van de kruising Zuiderzeeweg en IJburglaan, ten noorden van de in-/uitgang van de Piet Heintunnel.
De Gemeente Amsterdam begon in 2018 met de inrichting en het gereedmaken voor bebouwing van de zogenaamde Sluisbuurt. Bebouwing liet nog lange tijd op zich wachten, maar in 2020 schreef Amsterdam wel een wedstrijd uit voor de plaatsing van een kunstwerk. Er moest een oriëntatiepunt in de buurt komen. Kunstenaar Piet van Wijk ontwierp in samenwerking met architect Daniel Peters en ingenieur Adri Verhoef een werk dat verwijst naar de bouwmethode in Amsterdam, onder één noemer te vangen: 
Wie de lucht in wil moet eerst de grond in.
Inschakeling van architect en ingenieur waren noodzakelijk, het kunstwerk dat twintig meter boven de grond uitsteekt (de rest is dan een zandvlakte) moet windkracht 12 kunnen weerstaan. Op 22 juli 2021 begon het werk en op 27 september was het werk klaar. Vrijwel direct begonnen de palen en het huisje te eroderen van zwart en glad naar roestbruin en korzelig. 
Het genoemde motto geldt niet alleen voor de woningen die hier gebouwd werden, maar ook voor het kunstwerk zelf. In de grond zitten vier heipalen die een grondplaat tillen. Op de grondplaat steunen via ankers weer achtentwintig palen van 13,5 meter, die op zich een woninkje dragen. Het object, dat een tijdelijk karakter heeft (einddatum 2026), is gemaakt van zogenaamde weathering steel. Zonder fundering zou het 25.000 kilo wegende werk de bodem inzakken. Het werk is daarmee veel zwaarder dan de eerste ontwerpen voor dit huisje uit 2015, die nog tentoongesteld konden worden in het Maagdenhuis; ze waren veelal van hout en hoogstens 150 centimeter hoog. Na de onthulling maakte de kunstenaar opnieuw minimodellen van het werk. Het is een van de weinige keren, dat in een woonwijk het kunstwerk er eerder stond dan de wijk zelf.